# Ceratogyne
Ceratogyne là một chi thực vật có hoa trong họ Cúc (Asteraceae).

## Loài
Chi Ceratogyne gồm các loài: